# 9650 Okadaira
9650 Okadaira è un asteroide della fascia principale. Scoperto nel 1995, presenta un'orbita caratterizzata da un semiasse maggiore pari a 2,2897309 UA e da un'eccentricità di 0,1715410, inclinata di 2,53047° rispetto all'eclittica.